# Phare de Cape Elea
Le phare de Cape Elea est un phare actif situé sur le côté sud de la péninsule de Karpas, dans le District d'İskele (République turque de Chypre du Nord) dans le nord-est de l'île de Chypre.

## Histoire
Il a été mis en service en 2002, sur un promontoire de la péninsule de Karpas, au nord-est de l'île.

## Description
Le phare est une tour octogonale conique, de 11 m de haut, avec balcon et petite balise. La tour est peinte en blanc et les contreforts en arête sont peints en noir. Il émet, à une hauteur focale de 31 m un éclat blanc toutes les 10 secondes. Sa portée est de 5 milles nautiques (environ 9.25 km).
Identifiant : ARLHS : CYP006 ; KTGK-33110 - Amirauté : N5890 - NGA : 20965 .

### Lien connexe
- Liste des phares de Chypre